# Silva-Verlag
Die Genossenschaft Silva-Verlag aus Zürich war gemäss ihren Statuten „eine Vereinigung von Fabrikationsunternehmen mit dem Zweck, in Verbindung mit dem Verkauf der von ihnen produzierten Waren künstlerisch und erzieherisch wertvolle Bilderwerke herauszugeben und zu propagieren“. Sie wurde während des Zweiten Weltkriegs von namhaften Schweizer Unternehmen gegründet (Steinfels, Toni-Molkerei, Thomy Franck AG, Lindt & Sprüngli). Eingetragen wurde die Genossenschaft im Handelsregister am 5. Januar 1944. Die Idee zur Gründung hatte der damalige Marketingchef des Unternehmens Steinfels.

## Geschichte
Die ersten Bücher erschienen noch während des Zweiten Weltkriegs. Das erste Buch war Heidi (Band I).
Die Bücher (ohne Bilder) konnte jedermann zum Preise von je Fr. 4.80 beim Verlag beziehen. Die in die Bücher zu klebenden Bilder gab die Genossenschaft gegen Einsendung von Gutscheinen („Silva-Punkten“) ab, die man sich durch Kauf von Produkten der dem „Silva-Bilderdienst“ angeschlossenen Unternehmen verschaffte. Die Gutscheine waren auf die Verpackung der Waren gedruckt, z. B. auf Banago, Incarom usw.
Ab 1957 erschien die „Silva-Revue“. Sie wurde in deutscher, französischer und italienischer Sprache vom Unternehmen 'Chemigraphisches Institut AG' in Glattbrugg gedruckt. Die Schrift wurde allen Haushaltungen in der Schweiz gratis zugestellt. Sie erschien in regelmässigen Abständen mehrmals im Jahr. Jede Nummer hatte 24 Seiten, die Texte (Artikel und Inserate) und Abbildungen enthielten. Die meisten Inserate stammten von Unternehmen, die Silva-Punkte abgaben.
1992 verlegte der Silva-Verlag seinen Sitz von Zürich nach Dietikon.
Aufgrund finanzieller Überlegungen wurde Ende 1998 die eigenständige Buchproduktion eingestellt.
An der Generalversammlung am 20. Dezember 1999 beschlossen die damaligen Genossenschafter die Liquidation der Gesellschaft.
Der ganze Geschäftsbereich wurde an die deutsche Bertelsmann-Gruppe verkauft. Am 28. Mai 2001 war die Liquidation beendet und die Genossenschaft wurde im Handelsregister gelöscht.
Ein Restbestand an Büchern und administrativen, buchhalterischen Papiere gingen in den Besitz von Lindt & Sprüngli, welche damit beauftragt wurden, diese nach der gesetzlichen Aufbewahrungsfrist sachgerecht zu vernichten. Eine Ausnahme bildeten 52 Illustrationen des Malers Peter Luck, die erst nach Abschluss der Liquidation auftauchten. Die Bilder eines Speicherkraftwerksbaus in den Alpen wurden bisweilen an die Capauliana Stiftung in Chur verliehen.
2007 wurde das Rabattsystem von der BEA + Poly-Verlags AG übernommen. Noch existierende Silva-Punkte werden bis heute vom BEA-Verlag akzeptiert.